# William Ernest Castle
Pour les articles homonymes, voir William Castle (homonymie) et Castle.
William Ernest Castle (25 octobre 1867-3 juin 1962) est un généticien américain.
Il est né dans une ferme de l'Ohio, et a manifesté très tôt un vif intérêt pour l'histoire naturelle. Il est diplômé en 1889 de l'université Denison, dans l'Ohio, et est devenu professeur de latin à l'université d'Ottawa, à Ottawa, dans le Kansas, où il publie pour la première fois ses travaux sur les plantes à fleurs de la région. Après trois ans d'enseignement, il abandonne le latin pour la botanique.
Professeur à l'université Harvard, il a pour élève Clarence C. Little, éminent cancérologue et généticien américain.